# Towards Darkness
Towards Darkness ist eine 2000 als The Mass gegründete und 2005 umbenannte Post-Metal- und Funeral-Doom-Band.

## Geschichte
Die Band wurde im Jahr 2000 in Montréal als The Mass gegründet. Die von Neurosis inspirierte Band veröffentlichte ihr Towards Darkness benanntes Debüt 2004 und benannte sich nach dem Album, nachdem eine gleichnamige Band aus Kalifornien die Gruppe wegen Irritationen des Publikums kontaktierte. Als Toward Darkness debütierte die Band mit Solemn über Twilight Foundation, einem Subunternehmen des Dark-Ambient-Labels Cyclic Law. Die Verbindung zu Cyclic Law bestand mitunter durch die personellen Überschneidungen zur Funeral-Doom-Band Longing for Dawn, bei welcher Kevin Jones, François Côté-Fortin und Simon Carignan Bouchard mit dem Labelbetreiber Frédéric Arbour aktiv waren. In den folgenden Jahren veröffentlichte Towards Darkness sporadisch Musik und variierte wiederholt die Bandkonstellation. Ein konfliktfreier Prozess unter dem sich die Gruppe zunehmen einem Selbstverständnis als Studioprojekt ohne Live-Entität identifizierte.

## Werk und Wirkung
Nachdem die Band als The Mass das Album Towards Darkness 2004 über Great White North Records veröffentlicht hatte, erschien mit Solemn 2007 über Twilight Foundation das erste Album als Toward Darkness, gefolgt von dem Album Barren und der der limitierten Version von Barren hinzugegebenen EP Empire 2012 über Avantgarde Music. Mit Tetrad, das über Solitude Productions herausgegeben wurde, erschien erst 2020 ein weiteres Album der Band.

### Stil
Die vom Webzine Doom-Metal.com geführte Datenbank kategorisiert die von Towards Darkness gespielte Musik als Crossover aus Funeral Doom und Post-Metal mit Dark-Ambient-Elementen. Die Musik sei „sowohl aggressiv als auch atmosphärisch“ mit einer Stimmung die durch besonders düsteres Keyboard-Spiel und einer trostlosen Leadgitarre dominiert sei. Als Ureinfluss benennt Simon Carignan Bouchard Neurosis, derweil die Stilveränderung und die zunehmende Hinwendung zu einem eklektischen Stil durch eine Vielzahl Interpreten unterschiedlicher Musikrichtungen beeinflusst worden sei. Als solche führt er unter anderem Gruppen des Post-Metal und Post-Rock wie Neurosis, Cult of Luna, Russian Circles und Godspeed You! Black Emperor, des Funeral Doom wie Skepticism, Shape of Despair und Esoteric, des Dark Wave und Post-Punk wie Joy Division, The Cure, aber auch frühe Emperor, Nick Cave, Bohren & der Club of Gore, Swans oder Sunn O))), an. In der Rezeption wird insbesondere auf Gruppen des Post-Metal und Funeral Doom als Vergleichsgrößen verwiesen. So sei die Musik von Towards Darkness mit jener von Unholy, Shape of Despair, Thergothon und Skepticism ebenso wie mit jener von Isis, Neurosis oder Pelican zu vergleichen.

„there’s groovy riff-focused doom, abstract interludes, eerie sludge tracks and sombre funeral dirges all thrown in together, yet it never feels inconsistent.“

„Es gibt groovenden auf Riffs fokussierten Doom Metal, abstrakte Zwischenspiele, unheimliche Sludge-Passagen und düstere Funeral-Doom-Trauermärsche, was sich alles zusammenfügt und dennoch nie inkonsistent wirkt.“

Die Musik kombiniere so, dem Funeral Doom entsprechend ein Keyboard- und Synthesizer-Spiel, dass an epische Filmmusik gemahnt sei, mit monumentalen und schmerzhaft langsamen Riffing und Leadgitarrenspiel, ergänzt um akustische Zwischenspiele. Dabei wird die Instrumentierung als „für sich genommen simpel und repetitiv“ beschrieben, wodurch das Spiel eine eindringliche und apokalyptische Atmosphäre entwickele. Der gebrüllte Gesang verweist, ebenso wie eine erhöhte Dynamik und die gelegentliche Nutzung folkloristischer Rhythmen, derweil eher auf einen Post-Metal und Post-Hardcore-Kontext.

### Rezeption
Derweil die Gruppe als The Mass kaum internationale Beachtung erfuhr, wurde Solemn bereits weltweit besprochen. Das Album wurde von Odile Aurora Strik als Oscar Strik für Doom-Metal.com als kaum innovativ jedoch im Funeral Doom gut ausgeführt bewertet. Rezensenten anderer Webzines wie Bloodchamber, Powermetal.de und Stormbringer.at lobten indes das Album als Musik die „geschickt mit Melancholie, Verzweiflung, aber auch Erhabenheit“ agiere und so ein Album präsentiere, das „den Hörer rund eine Stunde in eine etwas andere Welt“ bringe und das „ein düsteres, schwermütiges Album […], welches zwar lichtlos erscheint, aber dennoch abwechslungsreich ausgefallen“ sei. Michael O’Brien von Metal Forge und Michael SOS von Gears of Rock hoben die stilistische Kombination zwischen Post-Metal und Funeral Doom hervor und lobte das Album, anders als Strik, als bemerkenswert innovativ.

„Wer Doom Metal oder Suicidal Black Metal mag, auch in der Frühlingszeit den Sonnenschein musikalisch verscheuchen will und Langsamkeit nicht scheut ist hier richtig.“

Barren konnte international beinah ausnahmslos Lob verbuchen. Kritik schlug dem Album nur selten entgegen. So hieß es für Twilight Magazine, dass dem Rezensenten die Musik „zu viel Doom und zu wenig Metal“ sei, Barren als „überaus experimentelles, sphärisches Doom-Metal-Album“ jedoch ein Publikum finden könne. Andere Rezensenten lobten das Album als „Doom Metal vom feinsten.“ Es habe „eine Weite, als ob man am Rand eines Abgrunds stehen würde und darauf wartet, von den Tiefen verzehrt zu werden“ hieß es für Doom-Metal.com. Für das Legacy wurde der Gruppe die Fähigkeit attestiert „den Hörer in eine Sphäre [zu] zerren, in der er das Hier und Jetzt zu vergessen droht“. Weitere Rezensenten lobten es als eine der besten Veröffentlichungen des Jahres. Dabei ergänze es „die Liste exzellenter Veröffentlichungen des Funeral Doom“ aus Kanada und hebe sich durch eine Science-Fiction-Atmosphäre, und der Kombination aus Post-Metal und Funeral Doom von anderen ab.
Ebenso positiv wurde Tetard international rezipiert. Es sei Beleg „dafür, wie Technik und Atmosphäre gleichermaßen und gleichberechtigt funktionieren“ könnten und das es gelingen könne „Monotonie abwechslungsreich zu gestalten“. Das Album wurde als eine der, wenn nicht die beste Leistung der Band sowie als Perfektionierung der gepflegten Kombination aus Funeral Doom und Post-Metal gelobt.

„Standing out among the field of identical funeral doom acts is in itself a feat, but to do so with such well executed variety is something special.“

„Für sich genommen ist es bereits eine Meisterleistung, sich im Spektrum identischer Funeral-Doom-Bands hervorzutun, aber es mit einer derart gekonnt ausgeführten kreativen Vielfalt zu schaffen, ist etwas Besonderes.“